# Shahfiq Ghani
Shahfiq Ghani (* 17. März 1992 in Singapur), mit vollständigen Namen Muhammad Shahfiq bin Ghani, ist ein singapurischer Fußballspieler.

## Karriere

### Verein
Shahfiq Ghani stand von 2010 bis 2012 bei den Young Lions unter Vertrag. Die Young Lions sind eine U23-Mannschaft, die 2002 gegründet wurde. In der Elf spielen U23-Nationalspieler und auch Perspektivspieler. Ihnen soll die Möglichkeit gegeben werden, Spielpraxis in der ersten Liga, der Singapore Premier League, zu sammeln. Für die Lions absolvierte er 37 Erstligaspiele. 2013 wechselte er zum zu den Singapore LionsXII. Der Verein spielte in der ersten malaysischen Liga, der Malaysia Super League. Mit dem Verein wurde er 2013 malaysischer Meister. 2016 wechselte er zum singapurischen Erstligisten Geylang International. Nach 28 Erstligaspielen für Geylang nahm ihn im Januar 2018 Ligakonkurrent Hougang United unter Vertrag. Bei Hougang stand er bis Saisonende 2022 unter Vertrag. Nach 60 Erstligaspielen für Hougang wechselte er zu Beginn der Saison 2023 zum ebenfalls in der ersten Liga spielenden Geylang International.

### Nationalmannschaft
Shahfiq Ghani spielte von 2012 bis 2016 in der singapurischen Nationalmannschaft. Sein Länderspieldebüt gab er am 15. August 2012 in einen Freundschaftsspiel gegen Hongkong. Hier wurde er in der 81. Minute für Aleksandar Đurić eingewechselt.

## Erfolge
Singapore LionsXII
- Malaysia Super League: 2013